# Anna Landmann
Anna Landmann († 10. Januar 1597 in Hornburg) war eine Frau, die 1596 der Hexerei bezichtigt wurde. Nach Folterungen und aufgrund eines Gutachtens der Juristenfakultät Helmstedt befand man sie der Zauberei für schuldig und verbrannte sie schließlich. Sie war die letzte Frau, die in Hornburg der Hexenverfolgung zum Opfer fiel.

## Leben
Anna Landmann kam aus Osterode am Fallstein und war die Frau eines Hans Kragen. Osterode gehörte damals zum Amt Hornburg, das dem Bistum Halberstadt unterstellt war. Entgegen den Vorschriften beherbergte sie in ihrem Hause mehrere sogenannte „nicht ehrbare“ Leute, darunter eine Frau, die gerade ein Kind geboren hatte. Die Dorfbewohner bezeichneten diese Menschen als „Gesindel“, das sich aus fremden Gärten oder von den umliegenden Gehöften Nahrungsmittel aneigne. Zudem sollen sie offenes Feuer benutzt oder Brände gelegt haben. Da sich mehrere Anwohner darüber beklagt hatten, wurde Landmann im Dezember 1596 in Gewahrsam genommen. Daraufhin wurden weitere Anschuldigungen gegen sie vorgebracht. Unter anderem soll sie Kinder verleitet und vom Teufel abhängig gemacht haben, indem sie ihnen die Hollen ab- oder zugesegnet habe (unter Hollen oder Holden sind krankheitserregende, käferartige Geisterwesen zu verstehen, die durch Buhlschaft mit dem Teufel entstünden). Sie habe zudem der Frau des Heinrich Masendorf so viele Läuse beschert, dass diese sich davor nicht retten konnte, selbst wenn sie stündlich die Kleidung wechselte.
Der zuständige Amtmann Heinrich Brandes fragte bei der juristischen Fakultät der Universität Helmstedt an, ob er die Wahrheit durch „die scharfe Frage“ (Anwendung der Folter) ermitteln solle, da Landmann im Verdacht stände eine Zauberin zu sein. Ihm wurde die Genehmigung erteilt die „peinlich scharfe Befragung“ durchzuführen. Daraufhin wurde sie sowohl in Güte verhört als auch gefoltert, bis sie schließlich gestand einen Teufelsbuhlen zu haben, der sie in ihrem Hause aufgesucht und von dem sie die Hollen habe. Es folgte eine Anfrage an den Herzog Heinrich Julius zu Braunschweig Lüneburg, den zuständigen Bischof, wie weiter zu verfahren sei. Dieser wies den Amtmann an, das Geständnis der juristischen Fakultät vorzulegen. Diese urteilte, dass Landmann der „begangenen Zauberei und Übeltat“ schuldig sei und „mit dem Feuer zum Tode gestraft werden solle.“ Daraufhin ließ der Herzog das Urteil auf dem Marktplatz in Hornburg vollstrecken.
Das Verfahren und die Urteilsfindung in diesem Prozess dauerten nur rund einen Monat, was nach den Verfahrensregeln der Kanzleiordnung aus dem Jahr 1535 Herzog Heinrichs des Jüngeren und allgemein für die damalige Zeit sehr kurz war.

## Rezeption
Zum Andenken an diesen Hexenprozess wurde in Hornburg am 400sten Jahrestag ihres Todes das Theaterstück Anna Landmann – Mutmaßliche Szenen aus ihrem Leben inszeniert. Geschrieben wurde es von dem Autor Hans Georg Ruhe und vom Ensemble des Altstadttheaters Hornburg auf dem Hornburger Marktplatz am 19. Oktober 1996 uraufgeführt. Es entstand aufgrund einer Initiative der Frauenwerkstatt für Bildung, Kultur und Handwerk gemeinsam mit anderen Projekten, die an Anna Landmann erinnern sollen. Außerdem wurde in Hornburg zum Gedenken eine Straße nach ihr benannt.